# Rally van Jordanië 2008
De Rally van Jordanië 2008, formeel 26th Jordan Rally, was de 26e editie van de Rally van Jordanië en de vijfde ronde van het wereldkampioenschap rally in 2008. Het was de 444e rally in het wereldkampioenschap rally die georganiseerd wordt door de Fédération Internationale de l'Automobile (FIA). De start en finish was in Amman.

## Programma
| Etappe | Datum             | Klassementsproeven | Competitieve afstand |
| ------ | ----------------- | ------------------ | -------------------- |
| 1      | Vrijdag 25 april  | 8                  | 115,18 kilometer     |
| 2      | Zaterdag 26 april | 8                  | 109,84 kilometer     |
| 3      | Zondag 27 april   | 6                  | 134,24 kilometer     |
|        |                   |                    |                      |
| Totaal | Totaal            | 22                 | 359,26 kilometer     |

## Resultaten
| Algemene top tien | Algemene top tien | Algemene top tien    | Algemene top tien                  | Algemene top tien | Algemene top tien | Algemene top tien | Algemene top tien |
| Pos.              | #                 | Rijder               | Auto                               | Gr/kl             | Tijd              | Eerste            | Punten            |
| Pos.              | #                 | Navigator            | Inschrijving                       | C                 | Straftijd         | Vorige            | Punten            |
| ----------------- | ----------------- | -------------------- | ---------------------------------- | ----------------- | ----------------- | ----------------- | ----------------- |
| 1.                | 3                 | Mikko Hirvonen       | Ford Focus RS WRC 07               | A8                | 4:02:47,9         | 0:00              | 10                |
| 1.                | 3                 | Jarmo Lehtinen       | BP Ford Abu Dhabi World Rally Team | C                 |                   | =                 | 10                |
| 2.                | 2                 | Daniel Sordo         | Citroën C4 WRC                     | A8                | 4:04:03,6         | + 1:15,7          | 8                 |
| 2.                | 2                 | Marc Martí           | Citroën Total WRT                  | C                 |                   | + 1:15,7          | 8                 |
| 3.                | 6                 | Chris Atkinson       | Subaru Impreza S12B WRC 07         | A8                | 4:07:47,4         | + 4:59,5          | 6                 |
| 3.                | 6                 | Stéphane Prévot      | Subaru World Rally Team            | C                 |                   | + 3:43,8          | 6                 |
| 4.                | 8                 | Henning Solberg      | Ford Focus RS WRC 07               | A8                | 4:10:23,7         | + 7:35,8          | 5                 |
| 4.                | 8                 | Cato Menkerud        | Stobart VK Ford Rally Team         | C                 |                   | + 2:36,3          | 5                 |
| 5.                | 16                | Matthew Wilson       | Ford Focus RS WRC 07               | A8                | 4:13:29,6         | + 10:41,7         | 4                 |
| 5.                | 16                | Scott Martin         | Stobart VK Ford Rally Team         | A8                |                   | + 3:05,9          | 4                 |
| 6.                | 9                 | Federico Villagra    | Ford Focus RS WRC 07               | A8                | 4:14:10,1         | + 11:22,2         | 3                 |
| 6.                | 9                 | Jorge Pérez Companc  | Munchi's Ford WRT                  | C                 |                   | + 40,5            | 3                 |
| 7.                | 4                 | Jari-Matti Latvala   | Ford Focus RS WRC 07               | A8                | 4:15:03,5         | + 12:15,6         | 2                 |
| 7.                | 4                 | Miikka Anttila       | BP Ford Abu Dhabi World Rally Team | C                 | 0:50              | + 53,4            | 2                 |
| 8.                | 7                 | Gigi Galli           | Ford Focus RS WRC 07               | A8                | 4:15:12,3         | + 12:24,4         | 1                 |
| 8.                | 7                 | Giovanni Bernacchini | Stobart VK Ford Rally Team         | C                 |                   | + 8,8             | 1                 |
| 9.                | 14                | Khalid Al-Qassimi    | Ford Focus RS WRC 07               | A8                | 4:21:53,6         | + 19:05,7         |                   |
| 9.                | 14                | Michael Orr          | BP Ford Abu Dhabi World Rally Team | A8                |                   | + 6:41,3          |                   |
| 10.               | 1                 | Sébastien Loeb       | Citroën C4 WRC                     | A8                | 4:26:26,0         | + 23:38,1         |                   |
| 10.               | 1                 | Daniel Elena         | Citroën Total WRT                  | C                 |                   | + 4:32,4          |                   |
| DNF top tien      |                   |                      |                                    |                   |                   |                   |                   |
| Pos.              | #                 | Rijder               | Auto                               | Gr/kl             | KP                | Reden             | Reden             |
| Pos.              | #                 | Navigator            | Inschrijving                       | C                 | KP                | Reden             | Reden             |
| DNF               | 5                 | Petter Solberg       | Subaru Impreza S12B WRC 07         | A8                | 16                | Ongeluk           | Ongeluk           |
| DNF               | 5                 | Phil Mills           | Subaru World Rally Team            | C                 | 16                | Ongeluk           | Ongeluk           |
| DNF               | 11                | Toni Gardemeister    | Suzuki SX4 WRC                     | A8                | 3                 | Mechanisch        | Mechanisch        |
| DNF               | 11                | Tomi Tuominen        | Suzuki World Rally Team            | C                 | 3                 | Mechanisch        | Mechanisch        |
| DNF               | 12                | Per-Gunnar Andersson | Suzuki SX4 WRC                     | A8                | 19                | Mechanisch        | Mechanisch        |
| DNF               | 12                | Jonas Andersson      | Suzuki World Rally Team            | C                 | 19                | Mechanisch        | Mechanisch        |
| DNF               | 17                | Urmo Aava            | Citroën C4 WRC                     | A8                | 19                | Mechanisch        | Mechanisch        |
| DNF               | 17                | Kuldar Sikk          | World Rally Team Estonia           | A8                | 19                | Mechanisch        | Mechanisch        |
| DNF               | 32                | Jaan Mölder jr.      | Suzuki Swift S1600                 | A6                | 20                | Ongeluk           | Ongeluk           |
| DNF               | 32                | Frédéric Miclotte    | Jaan Mölder jr.                    | A6                | 20                | Ongeluk           | Ongeluk           |
| DNF               | 35                | Michał Kościuszko    | Suzuki Swift S1600                 | A6                | 15                | Motor             | Motor             |
| DNF               | 35                | Maciej Szczepaniak   | Michał Kościuszko                  | A6                | 15                | Motor             | Motor             |
| DNF               | 41                | Patrik Sandell       | Renault Clio R3                    | A7                | 17                | Mechanisch        | Mechanisch        |
| DNF               | 41                | Emil Axelsson        | AMSK Interspeed Racing Team        | A7                | 17                | Mechanisch        | Mechanisch        |
| DNF               | 44                | Hans Weijs jr.       | Citroën C2 R2                      | A6                | 22                | Dynamo            | Dynamo            |
| DNF               | 44                | Hans van Goor        | KNAF Talent First                  | A6                | 22                | Dynamo            | Dynamo            |
| DNF               | 45                | Kevin Abbring        | Renault Clio R3                    | A7                | 19                | Motor             | Motor             |
| DNF               | 45                | Erwin Mombaerts      | KNAF Talent First                  | A7                | 19                | Motor             | Motor             |
| DNF               | 48                | Alessandro Bettega   | Renault Clio R3                    | A7                | 16                | Distributieriem   | Distributieriem   |
| DNF               | 48                | Simone Scattolin     | TRT Srl                            | A7                | 16                | Distributieriem   | Distributieriem   |

| JWRC top drie | JWRC top drie   | JWRC top drie |
| Pos.          | Rijder          | Pnt.          |
| ------------- | --------------- | ------------- |
| 1             | Sébastien Ogier | 10            |
| 2             | Shaun Gallagher | 8             |
| 3             | Gilles Schammel | 6             |

## Statistieken

#### Klassementsproeven
| Etappe | Datum    | KP | Starttijd | Naam           | Lengte   | Snelste rijder              | Tijd    | Gem. snelheid | Rallyleider        |
| ------ | -------- | -- | --------- | -------------- | -------- | --------------------------- | ------- | ------------- | ------------------ |
| 1      | 25 april | 1  | 8:18      | Suwayma 1      | 13,03 km | Daniel Sordo Petter Solberg | 6:40,2  | 117,21 km/u   | Daniel Sordo       |
| 1      | 25 april | 2  | 8:53      | Mahes 1        | 20,00 km | Daniel Sordo                | 13:54,8 | 86,25 km/u    | Daniel Sordo       |
| 1      | 25 april | 3  | 9:38      | Mount Nebo 1   | 11,10 km | Daniel Sordo                | 8:02,9  | 82,75 km/u    | Daniel Sordo       |
| 1      | 25 april | 4  | 10:25     | Mal'n 1        | 13,46 km | Sébastien Loeb              | 9:55,4  | 81,38 km/u    | Daniel Sordo       |
| 1      | 25 april | 5  | 12:35     | Suwayma 2      | 13,03 km | Jari-Matti Latvala          | 6:37,7  | 117,95 km/u   | Daniel Sordo       |
| 1      | 25 april | 6  | 13:09     | Mahes 2        | 20,00 km | Sébastien Loeb              | 13:38,5 | 87,97 km/u    | Daniel Sordo       |
| 1      | 25 april | 7  | 13:54     | Mount Nebo 2   | 11,10 km | Sébastien Loeb              | 7:52,6  | 84,55 km/u    | Daniel Sordo       |
| 1      | 25 april | 8  | 14:41     | Mal'n 2        | 13,46 km | Mikko Hirvonen              | 9:46,7  | 82,59 km/u    | Daniel Sordo       |
|        |          |    |           |                |          |                             |         |               | Daniel Sordo       |
| 2      | 26 april | 9  | 8:53      | Turkl 1        | 14,13 km | Sébastien Loeb              | 8:18,1  | 102,12 km/u   | Sébastien Loeb     |
| 2      | 26 april | 10 | 9:21      | Erak Elamir 1  | 12,47 km | Sébastien Loeb              | 8:40,9  | 86,18 km/u    | Sébastien Loeb     |
| 2      | 26 april | 11 | 10:24     | Shuna 1        | 15,19 km | Sébastien Loeb              | 11:54,9 | 76,49 km/u    | Sébastien Loeb     |
| 2      | 26 april | 12 | 11:05     | Baptism Site 1 | 13,13 km | Daniel Sordo                | 6:42,2  | 117,52 km/u   | Daniel Sordo       |
| 2      | 26 april | 13 | 13:06     | Turkl 2        | 14,13 km | Mikko Hirvonen              | 8:15,7  | 102,62 km/u   | Jari-Matti Latvala |
| 2      | 26 april | 14 | 13:34     | Erak Elamir 2  | 12,47 km | Gigi Galli                  | 8:40,8  | 86,20 km/u    | Jari-Matti Latvala |
| 2      | 26 april | 15 | 14:37     | Shuna 2        | 15,19 km | Gigi Galli                  | 11:54,9 | 76,18 km/u    | Jari-Matti Latvala |
| 2      | 26 april | 16 | 15:18     | Baptism Site 2 | 13,13 km | Gigi Galli                  | 6:41,2  | 117,82 km/u   | Daniel Sordo       |
|        |          |    |           |                |          |                             |         |               | Daniel Sordo       |
| 3      | 27 april | 17 | 7:37      | Kafrain 1      | 16,49 km | Mikko Hirvonen              | 11:02,5 | 89,61 km/u    | Jari-Matti Latvala |
| 3      | 27 april | 18 | 8:10      | Wadi Shuelb 1  | 9,18 km  | Sébastien Loeb              | 7:10,1  | 76,84 km/u    | Mikko Hirvonen     |
| 3      | 27 april | 19 | 9:13      | Jordan River 1 | 41,45 km | Sébastien Loeb              | 28:32,8 | 87,12 km/u    | Mikko Hirvonen     |
| 3      | 27 april | 20 | 11:30     | Kafrain 2      | 16,49 km | Jari-Matti Latvala          | 11:00,4 | 89,89 km/u    | Mikko Hirvonen     |
| 3      | 27 april | 21 | 12:03     | Wadi Shuelb 2  | 9,18 km  | Sébastien Loeb              | 7:04,8  | 77,80 km/u    | Mikko Hirvonen     |
| 3      | 27 april | 22 | 13:06     | Jordan River 2 | 41,45 km | Mikko Hirvonen              | 28:09,1 | 88,34 km/u    | Mikko Hirvonen     |

| KP overwinningen   | KP overwinningen |
| Rijder             | Aantal           |
| ------------------ | ---------------- |
| Sébastien Loeb     | 9                |
| Mikko Hirvonen     | 4                |
| Daniel Sordo       | 4                |
| Gigi Galli         | 3                |
| Jari-Matti Latvala | 2                |
| Petter Solberg     | 1                |

## Kampioenschap standen

#### Rijders
|   | Pos. | Rijder             | Pnt. |
| - | ---- | ------------------ | ---- |
| 1 | 1    | Mikko Hirvonen     | 35   |
| 1 | 2    | Sébastien Loeb     | 30   |
| = | 3    | Chris Atkinson     | 28   |
| = | 4    | Jari-Matti Latvala | 18   |
| 1 | 5    | Daniel Sordo       | 17   |

#### Constructeurs
|   | Pos. | Constructeur                       | Pnt. |
| - | ---- | ---------------------------------- | ---- |
| = | 1    | BP Ford Abu Dhabi World Rally Team | 57   |
| = | 2    | Citroën Total WRT                  | 50   |
| = | 3    | Subaru World Rally Team            | 39   |
| = | 4    | Stobart VK Ford Rally Team         | 29   |
| = | 5    | Munchi's Ford WRT                  | 14   |

- Noot: Enkel de top 5-posities worden in beide standen weergegeven.